# Acrolophus caprimulgus
Acrolophus caprimulgus är en fjärilsart som beskrevs av Walsingham 1915. Acrolophus caprimulgus ingår i släktet Acrolophus och familjen Acrolophidae. Inga underarter finns listade i Catalogue of Life.